# Carlyle Blackwell
Carlyle Blackwell (ur. 20 stycznia 1884, zm. 17 czerwca 1955) – amerykański aktor, reżyser i producent filmowy.

## Filmografia
producent
- 1927: Lokator
- 1927: Blighty
- 1930: Beyond the Cities
- 1930: Bedrock

reżyser
- 1914: The Man Who Could Not Lose
- 1917: His Royal Highness
- 1930: Beyond the Cities

aktor
- 1910: Brother Man
- 1911: The Peril of the Plains
- 1912: The Stolen Invention jako Floyd Dandridge, krawiec Gladys
- 1916: Sally in Our Alley jako Paul Taylor
- 1920: The Third Woman jako Luke Halliday
- 1924: Shadow of Egypt jako Szejk Hanan
- 1927: One of the Best jako Philip Ellsworth
- 1930: Bedrock jako Tim Parke

## Wyróżnienia
Posiada swoją gwiazdę na Hollywoodzkiej Alei Gwiazd